# Jan Vraný
Jan Vraný (* 21. června 1946) je český politik, v 90. letech 20. století člen Zemědělské strany a poslanec České národní rady a Poslanecké sněmovny za koalici Liberálně sociální unie, později za KDU-ČSL.

## Biografie
Ve volbách v roce 1992 byl zvolen do České národní rady (volební obvod Východočeský kraj) na kandidátní listině koalice LSU, do níž patřila i Zemědělská strana, jejímž byl členem. Zasedal v rozpočtovém výboru a od prosince 1992 navíc i ve výboru ústavněprávním.
Od vzniku samostatné České republiky v lednu 1993 byla ČNR transformována na Poslaneckou sněmovnu Parlamentu České republiky. V ní setrval do konce funkčního období, tedy do voleb v roce 1996. V rámci LSU byl představitelem Zemědělské strany. Když se v letech 1993-1994 začala LSU transformovat z volné koalice na jednotný politický subjekt, do něhož se měla začlenit i Zemědělská strana, patřil k těm politikům, kteří tento integrační proces odmítali (stejně jako předseda Zemědělské strany Jiří Vačkář). V březnu 1994 vystoupil z poslaneckého klubu LSU a po jistou dobu vystupoval jako nezařazený poslanec. V srpnu 1994 se stal členem poslaneckého klubu KDU-ČSL.
V sněmovních volbách roku 1996 kandidoval neúspěšně za KDU-ČSL. V komunálních volbách roku 1994 kandidoval neúspěšně za Zemědělskou stranu do zastupitelstva města Sobotka. Opětovně kandidoval do tamního zastupitelstva i v komunálních volbách roku 2002, komunálních volbách roku 2006 a komunálních volbách roku 2010, nyní za KDU-ČSL. Nebyl zvolen. Profesně se uvádí jako živnostník a podnikatel.